# S/2011 (2005 GD187) 1
S/2011 (2005 GD187) 1, também escrito como S/2011 (2005 GD187) 1, é o objeto secundário do corpo celeste denominado de 2005 GD187. Ele é um objeto transnetuniano que tem cerca de 102 km de diâmetro e orbita o corpo primário a uma distância de 7 600 ± 300 km.

## Descoberta
S/2011 (2005 GD187) 1 foi descoberto no dia 21 de janeiro de 2009 através do Telescópio Espacial Hubble e sua descoberta foi anunciada em 2011.